# Charles Farrell
Charles Farrell (ur. 9 sierpnia 1901 w Walpole, zm. 6 maja 1990 w Palm Springs) – amerykański aktor, którego kariera rozpoczęła się w czasach kina niemego. Został uhonorowany dwiema gwiazdami na Alei Gwiazd w Hollywood.
Zmarł 6 maja 1990 w Palm Springs w stanie Kalifornia w wieku 88 lat na niewydolność serca.

## Filmografia
Filmy długometrażowe z udziałem Charlesa Farrella:
- 1923

Napiętnowana (The Cheat) – niewymieniony w czołówce
Dzwonnik z Notre Dame – niewymieniony w czołówce
Rosita, śpiewaczka ulicy (Rosita) – niewymieniony w czołówce
Paryżanka (A Woman of Paris) jako mężczyzna w nocnym klubie
Dziesięć przykazań jako niewolnik izraelski
- 1924: Trzy kobiety (Three Women) jako chłopak w college’u
- 1925

Niech żyje sport! jako student Bell Ringer we Frolic
Złote łoże (The Golden Bed) – niewymieniony w czołówce
Clash of the Wolves jako Dave Weston
Wings of Youth jako Ted Spaulding
The Love Hour jako Kid Lewis
- 1926

Sandy jako Timmy
A Trip to Chinatown jako Gayne Wilder
Old Ironsides jako komodor
- 1927

Siódme niebo jako Chico
The Rough Riders jako Stewart van Brunt
- 1928

Anioł ulicy jako Gino
Czerwony taniec (The Red Dance) jako Wielki Książę Eugeniusz
Fazil jako Wielki Książę Fazil
The River jako Allen John Spender
- 1929

Lucky Star jako Timothy Osborn
Szczęśliwe dni jako on sam
Sunnyside Up jako Jack Cromwell
- 1930

Miejska dziewczyna (City Girl) jako Lem Tustine
Liliom jako Liliom
High Society Blues jako Eddie Granger
The Princess and the Plumber jako Charlie Peters/Albert Bowers
- 1931

Ciało i dusza jako Mal Andrews
The Man Who Came Back jako Stephen Randolph
Merely Mary Ann jako John Lonsdale
Heartbreak jako John Merrick
Błękitna rapsodia jako Larry Beaumont
- 1932

Wild Girl jako Billy (obcy)
After Tomorrow jako Peter Piper
The First Year jako Tommy Tucker
Tess of the Storm Country jako Frederick Garfield (junior)
- 1933

Aggie Appleby, Maker of Men jako Adoniram "Schlumpy" Schlump/Red Branahan
Girl Without a Room jako Tom Duncan
- 1934

The Big Shakedown jako Jimmy Morrell
Zmiana serc jako Chris Thring
Falling in Love jako Howard Elliott
- 1935

Forbidden Heaven jako p. Archer/Nibs
Fighting Youth jako Larry Davis
- 1936: The Flying Doctor jako Sandy Nelson
- 1937

Moonlight Sonata jako Eric Molander
Midnight Menace jako Briant Gaunt
- 1938

Flight to Fame jako kpt. Robert Lawrence
Just Around the Corner jako Jeff Hale
- 1939: Tail Spin jako Bud
- 1941: The Deadly Game jako Barry Scott